# Chīleh Sar
Chīleh Sar (persiska: چیله سر) är en ort i Iran.   Den ligger i provinsen Sistan och Baluchistan, i den sydöstra delen av landet, 1 500 km sydost om huvudstaden Teheran. Chīleh Sar ligger 14 meter över havet och antalet invånare är 209.
Terrängen runt Chīleh Sar är mycket platt.Runt Chīleh Sar är det glesbefolkat, med 9 invånare per kvadratkilometer. Närmaste större samhälle är Negūr, 17,8 km väster om Chīleh Sar. Trakten runt Chīleh Sar är ofruktbar med lite eller ingen växtlighet.